# Blake-Klasse (1892)
Die Blake-Klasse war eine Klasse von zwei Panzerkreuzern der britischen Marine, die von 1892 bis 1926 im Dienst stand.

## Allgemeines
Beide Schiffe waren bei Ausbruch des Ersten Weltkriegs bereits veraltet und dienten als Depotschiffe für Torpedobootzerstörer. Im Zuge dieses Umbaus wurde 1907 auch die Bewaffnung geändert und bestand nun aus vier 152-mm-Schiffsgeschützen, vier QF-12-Pfündern und sechs QF-6-Pfündern.

## Einheiten
| Name     | Bauwerft                  | Kiellegung        | Stapellauf        | Indienststellung | Verbleib                                                      |
| -------- | ------------------------- | ----------------- | ----------------- | ---------------- | ------------------------------------------------------------- |
| Blake    | Chatham Dockyard Chatham  | Juli 1888         | 23. November 1889 | 2. Februar 1892  | Depotschiff ab August 1907, im Juni 1922 zum Abbruch verkauft |
| Blenheim | Thames Iron Works, London | 25. November 1888 | 5. Juli 1890      | 26. Mai 1894     | Depotschiff ab Mai 1906, im Juli 1926 zum Abbruch verkauft    |